# Torre Celestino (Vila-sana)
La Torre Celestino és una obra de Vila-sana (Pla d'Urgell) inclosa a l'Inventari del Patrimoni Arquitectònic de Catalunya.

## Descripció
La Torre Celestino és un edifici senzill de planta rectangular, paret de tàpia i coberta a dues aigües. L'encavallada és de fusta. És un exemple típic de "Torra", un tipus molt comú a la comarca, destinat a l'emmagatzematge del gra i d'altres productes agrícoles.

## Història
Fou construït l'any 1940 per l'actual propietari.